# K-live
K-live是韩国首个全息图演出场，融合各种AR、telepresence等技术。2014年1月24日在首尔东大门LOTTE FITTIN 9樓正式开馆。2015年4月1日韩流歌星G-dragon的个人全息演唱会拉开帷幕。